# Freiburger FC
El Friburgo Fútbol Club es un equipo de fútbol de Alemania que juega en la Verbandsliga Südbaden, una de las ligas regionales que conforman la sexta categoría de fútbol en el país.

## Historia
Fue fundado en 1897 en la ciudad de Friburgo y por varios años fue el club de fútbol más fuerte de la ciudad. Fue uno de los equipos fundadores de la Asociación Alemana de Fútbol en 1900 y fue el campeón de la segunda edición del torneo nacional de fútbol en 1907, así como semifinalista del Torneo Internazionale Stampa Sportiva, el primer torneo internacional de fútbol realizado a nivel de clubes en el mundo.
Posterior a eso, el club pasó vagando en la segunda y tercera liga alemana hasta la aparición de la Primera Guerra Mundial en 1919, ya que posterior a la guerra fue incluido en la Gauliga Baden en la década de 1930, y al finalizar la Segunda Guerra Mundial pasó a jugar en la 2. Oberliga Süd.
En 1963 al nacer la Bundesliga, el club fue uno de los fundadores de la desaparecida Regionalliga Süd ese año junto a sus Primos del SC Friburgo. En 1977 logran jugar en la 2. Bundesliga por primera vez, pero debido al poco apoyo recibido, al cabo de 5 temporadas descienden de categoría y en 1982 juegan en la Oberliga Baden-Württemberg, y gracias a los aficionados, el club salió airoso de la temporada y se salvaron de quedar en bancarrota, mientras que el SC Friburgo se convertía en uno de los clubes más estables de la 2. Bundesliga en busca del ascenso a la Bundesliga.
Desde 1994 juegan en la Verbandsliga Südbaden, con pequeños lapsos de tiempo en la séptima categoría y la Oberliga, y debido a problemas financieros, tuvieron que vender su estadio al SC Friburgo.

## Palmarés
- Campeonato Alemán de fútbol: 1

1907
- Southern German championship: 2

1898, 1907
- Südkreis-Liga: 1(I)

1916
- Kreisliga Südwest: 1 (I)

1920
- Bezirksliga Baden: 1 (I)

1930
- 2nd Oberliga Süd: 1 (II)

1956
- Oberliga Baden-Württemberg: 1 (III)

1984
- Verbandsliga Südbaden: 2 (IV-VI)

1991, 2014
- Amateurliga Südbaden: 1 (III)

1977
- South Baden Cup: 3

1951, 1991, 1992

## Rivalidad
Su máximo rival es el otro club de la ciudad: SC Friburgo.

## Clubes afiliados
- Guildford City FC, la relación de ambos equipos se basa en que las ciudades de Guildford y Friburgo son ciudades hermanas, y en sus medios de prensa publican noticias acerca del club.[1][2]